# Gertrude Crawford
Lady Gertrude Eleanor Crawford (née Molyneux) (1er juillet 1868 - 5 novembre 1937) est une ouvrière britannique des munitions et d'avril à mai 1918, la première commandante de la nouvelle Women's Royal Air Force. Elle est également l'une des administratrices de The Stainless Steel and Non-Corrosive Metals Company Limited, formée par Cleone Benest .

## Biographie
Elle est la fille aînée et le deuxième enfant de William Molyneux (4e comte de Sefton) et Cecil Emily Jolliffe (1838–1899), la cinquième fille de William Jolliffe (1er baron Hylton).
Le 25 avril 1905, elle épouse John Halket Crawford (1868-1936), qui devient major dans le 32e Lancers, de l'armée des Indes.
Le 26 avril, elle est admise comme membre de la Turners 'Company  et en 1909, elle construit un goathouse pour Lady Arthur Cecil . À partir de 1914, elle travaille dans une usine de munitions à Erith .
Le History of Science Museum d'Oxford possède une collection d'ivoire tourné et d'autres objets fabriqués par Lady Crawford . La Worshipful Company of Turners offre un prix annuel en son nom Concours Lady Gertrude Crawford, l'un des trois prix "en l'honneur de trois grands exposants et patrons du tournage ornemental" .
Lady Crawford est décédée le 5 septembre 1937 à Lymington, Hampshire,. Son mari John Halket Crawford, est mort un peu moins d'un an plus tôt le 23 septembre 1936 .